# Nyodes ochroargyra
Nyodes ochroargyra är en fjärilsart som beskrevs av Paul Mabille 1899. Nyodes ochroargyra ingår i släktet Nyodes och familjen nattflyn. Inga underarter finns listade i Catalogue of Life.